# Waldorf-Astoria Hotel
Il Waldorf-Astoria Hotel è un celebre hotel di lusso di New York.
È stato ospitato in due edifici storici caratteristici: il primo, ideato dall'architetto Henry J. Hardenbergh, si trovava nella Fifth Avenue. Quello attuale si trova a Manhattan, al numero 301 di Park Avenue, ideato dagli architetti Schultze e Weaver, datato 1931. Il marchio Waldorf Astoria comprende il Waldorf Astoria di New York e il Waldorf Astoria di Orlando. Il nome dell'hotel deriva fondamentalmente da Walldorf, in Germania città di origine della famiglia Astor.
L'attuale hotel possiede tre ristoranti, dalla cucina americana ed europea. La hall è circondata da svariate boutique. Un "hotel nell'hotel" nella sezione superiore è noto come le Waldorf Towers, ad opera di Conrad Hotels & Resorts. L'hotel è dotato della propria piattaforma ferroviaria, che fa parte del Grand Central Terminal, utilizzata tra gli altri da Franklin Delano Roosevelt, Adlai Ewing Stevenson II, e Douglas MacArthur. Un ascensore largo abbastanza per l'automobile di Roosevelt rappresenta l'accesso alla piattaforma. Nel 2014 il complesso alberghiero è stato acquistato da una società assicuratrice cinese per una cifra che si aggira intorno ai 2 miliardi di dollari.

## Storia
Agli inizi la costruzione si componeva di due hotel: uno di proprietà di William Astor, I visconte Astor il cui Waldorf Hotel fu aperto nel 1893, e l'altro di proprietà di suo cugino, John Jacob Astor IV, chiamato "Astoria Hotel" e aperto quattro anni dopo, nel 1897. William Astor, motivato in parte da una lite con sua zia, Caroline Webster Schermerhorn Astor, costruì l'originale Waldorf Astoria accanto alla sua casa, esattamente dove si trovava il palazzo del padre e dove ora sorge l'Empire State Building.
L'hotel fu costruito in base alle specifiche richieste del committente George Boldt; lui e sua moglie Louise erano noti come i proprietari e i gestori di Bellevue, un hotel boutique élitario di Filadelfia, sulla Broad Street, che si è in seguito ingrandito ed è stato rinominato Bellevue-Stratford Hotel. Boldt ha continuato a possedere il Bellevue (e, in seguito, il Bellevue-Stratford Hotel) anche quando nacque il suo legame con gli Astor.
La costruzione da parte di William Astor di un hotel proprio vicino alla casa della zia non fece altro che peggiorare la sua ostilità nei suoi confronti ma, con l'aiuto di Boldt, John Astor riuscì a convincere la zia a trasferirsi. In seguito, John Astor costruì l'Astoria Hotel e lo affittò a Boldt. In origine, si doveva trattare di due entità separate, ma Boldt pianificò la nuova struttura in modo che potesse essere collegata alla precedente dalla cosiddetta Peacock Alley. Il Waldorf-Astoria divenne così l'hotel più grande del mondo a quell'epoca, nonostante mantenesse gli originali alti standard del Waldorf.
George C. Boldt divenne ricco e potente a livello internazionale, anche se non così tanto come il suo celebre impiegato, Oscar Tschirky, soprannominato "Oscar of the Waldorf." Boldt costruì una delle dimore americane più ambite, il Boldt Castle, in una delle Thousand Islands. La moglie di George Boldt, Louise Kehrer Boldt, cercava di convincere gli altri che l'idea migliore sarebbe stata quella di trasformare l'enorme hotel urbano in un centro sociale.
Quando fu costruito il nuovo grattacielo del Waldorf-Astoria, sotto la guida di Lucius M. Boomer, il manager del vecchio Waldorf, fu messa in moto un'intera squadra di fornitori e decoratori dalla celebre reputazione, in modo che potessero creare l'atmosfera adeguata. Lucius M. Boomer si ritirò in Florida dopo che il vecchio Waldorf-Astoria fu demolito, ma trattenne diritti esclusivi per utilizzare il nome "Waldorf-Astoria", cosa che trasferì al nuovo hotel. Boomer morì in un incidente aereo nel 1947 e Conrad Hilton comprò il Waldorf-Astoria nel 1949.
Nel 2006 gli Hotel Hilton annunciarono il loro progetto di costruire un secondo Waldorf-Astoria vicino al Walt Disney World Resort, in Florida, e nel 2007 fu annunciato che un altro Waldorf-Astoria sarebbe stato costruito a Beverly Hills, all'angolo tra Santa Monica Boulevard e Wilshire Boulevard. Il 24 agosto 2007 la Dimension Development Company di Natchitoches annunciò l'acquisto del New Orleans Fairmont Hotel e i propri progetti di trasformare l'hotel in un Waldorf-Astoria. Inizialmente, non si sapeva se il nome sarebbe cambiato in Waldorf-Astoria o se sarebbe ritornata al suo primo nome, The Roosevelt, con il sottotitolo, Waldorf-Astoria Collection Hotel. Negli anni quaranta, cinquanta e sessanta, il The Roosevelt ospitò il celebre "Blue Room" che introdusse per la prima volta i migliori talenti di Hollywood e Las Vegas nel Profondo Sud.

## Residenti famosi

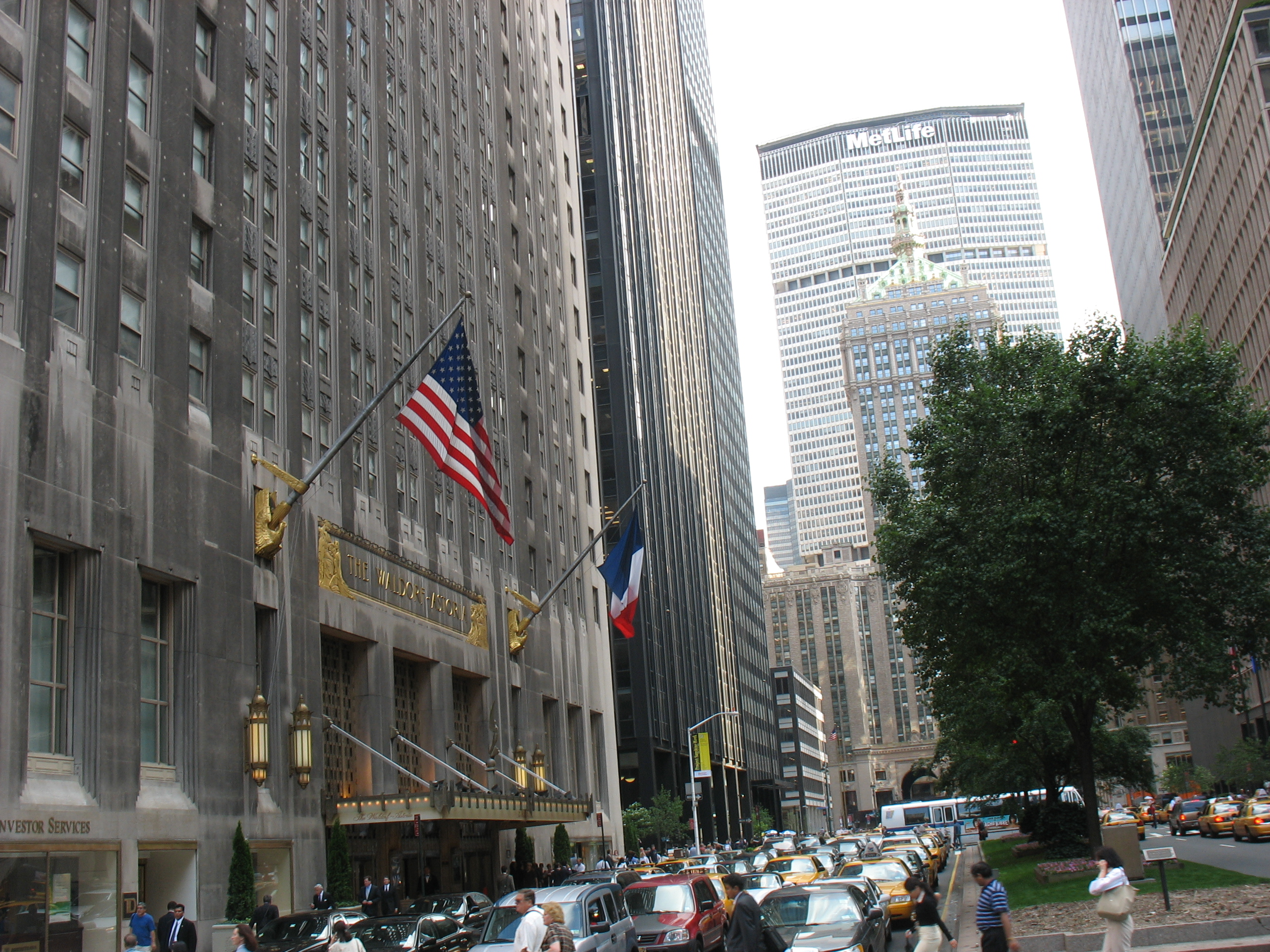
Il Waldorf-Astoria Hotel e la Park Avenue con l’Helmsley Building e il Met Life Building sullo sfondo.

- Hossein-Gholi Noori, un politico di grande influenza del Qajar, era stato inviato da Naser al-Din Shah Qajar negli Stati Uniti durante il mandato del Presidente Grover Cleveland in qualità di primo ambasciatore iraniano negli Stati Uniti. Ha alloggiato nel primo Waldorf-Astoria Hotel. Durante la sua permanenza in hotel ordinò il massacro di una pecora dal balcone della sua suite per il Eid al-Adha, una festività religiosa celebrata dai musulmani. A causa del suo comportamento poco diplomatico, fu convocato all'United States Department of State e in seguito fu rispedito in Iran per non essere stato in grado di rappresentare al meglio il popolo iraniano.[5]
- Il Direttore generale delle poste degli Stati Uniti James Farley occupò due suite nelle Waldorf-Astoria Towers durante il suo ruolo di Presidente della divisione internazionale della Coca-Cola dal 1940 fino alla sua morte nel 1976, forse uno degli inquilini ospitati più a lungo.[6]
- Tra gli anni cinquanta e gli anni sessanta, il presidente degli Stati Uniti Herbert Hoover e il generale Douglas MacArthur hanno vissuto in suites di piani differenti dell'hotel: lo commemora anche una targa affissa al muro nella 49ª Strada. Si è anche cercato di ricreare il soggiorno della suite di Hoover al Waldorf-Astoria nel Museo e Biblioteca Presidenziale di Herbert Hoover.
- All'epoca della prima guerra mondiale, l'inventore Nikola Tesla visse nel primo Waldorf-Astoria.
- Il Duca di Windsor e la Duchessa di Windsor conservarono un appartamento nelle Waldorf Towers per molti anni.
- I gangsters Frank Costello, Benjamin "Bugsy" Siegel e Charles "Lucky" Luciano (stanza 39c) hanno vissuto una volta al Waldorf-Astoria.
- Bertie Charles Forbes, immigrato scozzese fondatore di Forbes, divenne un ospite abituale al Waldorf-Astoria in modo da legare con gli uomini d'affari del momento.
- Cole Porter e Linda Lee Thomas possedevano un appartamento nelle Waldorf Towers, dove lei morì nel 1954. La canzone di Cole Porter del 1934 You're the Top, contiene nel testo questa frase: «You’re the top, you’re a Waldorf salad…»[2] (tradotto: «Sei il massimo, sei un’insalata Waldorf…»).
- Nel 1955 Marilyn Monroe alloggiò all'hotel per diversi mesi, ma a causa dei costi per cercare di finanziare la sua casa di produzione, la "Marilyn Monroe Productions", pagò 1,500 dollari per una settimana per il suo ruolo in Quando la moglie è in vacanza; il film fu però poi sospeso dalla 20th Century Fox per via di alcune divergenze creative e vivere all'hotel divenne troppo costoso per Marilyn, che fu costretta a trasferirsi in un altro hotel a New York.
- La residenza ufficiale dei Rappresentanti permanenti alle Nazioni Unite era stata stabilita nelle Waldorf Towers.[7].
- Durante la sua infanzia Paris Hilton visse con la sua famiglia nell'hotel.[8]

## Eventi importanti
- Le indagini sull'affondamento del Titanic nel 1912 si tennero al Waldorf-Astoria. Il destino volle che proprio John Jacob Astor IV, colui che costruì l'Astoria Hotel (che poi divenne parte del Waldorf-Astoria), morisse sul Titanic, mentre la sua seconda moglie Madeleine, incinta di cinque mesi, riuscì a sopravvivere.
- La sera del 15 novembre 1926, la NBC trasmise il suo primo programma dalla sala grande del Waldorf-Astoria. La rete si trasformò nel Red Network il 1º gennaio 1927, quando la NBC lanciò la sua seconda rete, il Blue Network. Fu venduta negli anni quaranta e divenne l'attuale ABC.
- Nel 1933 Xavier Cugat divenne il direttore della Orchestra Waldorf-Astoria e si esibì nell'elegante discoteca "Starlight Roof" dell'hotel per sedici anni.[9][10][11]
- Il 21 giugno 1948 una conferenza stampa all'hotel introdusse il primo LP.
- Nel 1954, l'archeologo e statista israeliano Yigael Yadin incontrò di nascosto l'arcivescovo della Chiesa ortodossa siriaca Mar Samuel nel seminterrato del Waldorf-Astoria Hotel per negoziare l'acquisto di quattro Manoscritti del Mar Morto per Israele. Yadin pagò 250 000 dollari per tutti e quattro.
- Dal 1960 al 1978, Guy Lombardo girò il suo annual show di Capodanno nella Sala Grande.
- Nel 1985, l'NBA tenne la sua prima lotteria tra le squadre che non partecipavano ai play-off nella Sala Stellata. La lotteria era in occasione della Draft NBA 1985 in cui Patrick Ewing fu il numero uno all'unanimità.
- La Sprint Cup di fine stagione della NASCAR offrì un banchetto che si tenne al Waldorf-Astoria ogni anno tra il 1981 e il 2008, inizialmente nella Sala Stellata, ma dal 1985 nella Sala Grande, tranne nel 2001 e nel 2002. In quei due anni si tenne una cerimonia formale (non un banchetto): nel 2002 la cerimonia si tenne nella Sala da Ballo Hammerstein, comprendente uno show prima del banchetto che si tenne al Waldorf-Astoria. La Suite Presidenziale fu riservata ai campioni. Nel 2009, la NASCAR trasferì l'evento al Wynn di Las Vegas.
- Il Metropolitan Opera Guild tiene il suo pranzo annuale in onore dei propri membri all'hotel.
- L'annuale Ballo delle debuttanti si tiene al Waldorf-Astoria, con lo scopo di introdurre formalmente le giovani donne nell'alta società.
- Il 1º maggio 2004, il Waldorf-Astoria fu la sede del Gran Ballo Europeo, un ricevimento formale e benefico in cui è gradito l'abito da sera che celebra l'Allargamento dell'Unione Europea.
- La Bronx High School of Science, la Stuyvesant High School, la Xaverian High School e la Syosset High School tengono solitamente il loro Ballo dell'Ultimo Anno nella Sala Grande dell'hotel. Anche la Regis High School e la Hunter College High School di Manhattan e la Pelham Memorial High School hanno tenuto lì i loro Balli, ma nella Sala Stellata.[12][13]
- Dal 2006, la RCWS (la Società Russa per il Benessere dei Bambini) ospita un galà - il "Petroushka Ball" – per raccogliere dei fondi in modo da sostenere i bambini orfani e disabili della Russia.[14]
- La New York University tiene la sua conferenza annuale, l'International Hospitality Industry Conference, all'hotel. È la riunione annuale più grande finora conosciuta per quanto riguarda gli argomenti affrontati.[15]
- Il secondo annuale Galà di Halloween di Bette Midler per beneficiare a favore del New York Restoration Project si tenne al Waldorf-Astoria Hotel il 31 ottobre[16] con la partecipazione della cantante Gloria Estefan e di altri personaggi famosi come Kathy Griffin e Michael Kors.
- La St. John's University tiene la sua annuale Cena del Presidente nella Sala Grande.

## Riferimenti nella cultura di massa
- L'insalata Waldorf – un'insalata formata da mele, noci, sedano e maionese – fu creata per la prima volta nel 1896 al Waldorf di New York da Oscar Tschirky, ossia il maître d'hôtel di allora. Tale insalata divenne famosissima ed ancora oggi viene ricordata con il nome di "insalata Waldorf".
- Ginger Rogers fu la protagonista del film del 1945 intitolato Grand hotel Astoria (Week-End at the Waldorf)[2]: il film si concentra infatti su una serie di ospiti che decidono di alloggiare al Waldorf Hotel.
- Nel film Un provinciale a New York (1970), Jack Lemmon e Sandy Dennis si dirigono a piedi al Waldorf-Astoria, per poi scoprire che la loro prenotazione – assicurata solo se si arriva prima delle 22.00 – è stata cancellata, e l'hotel – come tutti gli altri hotel della città – è al completo a causa di uno sciopero.
- Nel film Zappatore (1980) di Mario Merola, appare in diverse riprese la facciata esterna dell’hotel.
- Nel film Il principe cerca moglie (1988) il re di Zamunda (interpretato da James Earl Jones) e la sua famiglia alloggiano al Waldorf-Astoria; una gag nel film ci mostra il re mentre "punisce" Semmi, il servitore del principe, ordinandogli di confinarlo nella suite reale dell'hotel.
- Nel film Scent of a Woman - Profumo di donna (1992), il colonnello Frank Slade (Al Pacino) e il suo compagno di viaggio Charles Simms (Chris O'Donnell) alloggiano al Waldorf-Astoria, definito dal colonnello "il compendio di tutto ciò che è civilizzato".
- Nel film Quando l'amore è magia - Serendipity (2001), diverse scene scambiate tra i due protagonisti hanno luogo al Waldorf-Astoria.
- Nel film Sotto corte marziale (2002) uno dei personaggi paragona in modo sarcastico il campo POW con il Waldorf-Astoria Hotel.
- Statler e Waldorf, un paio di personaggi dei Muppet, vengono chiamati così su esempio dei più eleganti hotel di New York, lo Statler Hotel (oggi Hotel Pennsylvania) e il Waldorf-Astoria Hotel.
- Il film Un amore a 5 stelle (2002) è ambientato al Waldorf-Astoria, ma nel film l'hotel viene chiamato Beresford Hotel.
- La tennista russa Marija Šarapova esce dall'hotel nello spot della Nike del 2006.
- Gli esterni dell'hotel appaiono nel videogioco True Crime: New York City.
- Nel film La Pantera Rosa (2006) il personaggio di Beyoncé Knowles, Xania, alloggia all'hotel durante la sua permanenza a New York.
- In un episodio di Johnny Bravo, Johnny decide di trascorrere una notte al Waldorf-Histeria senza pagare, perché convinto che il tempo si sia improvvisamente fermato e che nessuno faccia caso ai suoi comportamenti.
- Nel decimo libro della serie The Princess Diaries, il ballo dell'Ultimo Anno si tiene nella sala da ballo del Waldorf-Astoria: la protagonista, Mia, vi si recherà insieme a J.P. e l'hotel sarà il teatro di una serie di peripezie che porteranno ad un finale drammatico ma lieto.
- Nel film Pelham 123 - Ostaggi in metropolitana (2009), Garber (interpretato da Denzel Washington) segue i malviventi attraverso una delle uscite di emergenza del Waldorf-Astoria, nel suo tentativo di fermare questi uomini prima che fuggano col denaro.
- Nella serie televisiva Mad Men, il proprietario dell'hotel Conrad Hilton si incontra con il pubblicitario Don Draper al Waldorf, in un episodio della terza stagione.
- Blair Waldorf, una dei protagonisti della serie televisiva Gossip Girl interpretata dall'attrice Leighton Meester, contiene nel suo stesso cognome un chiaro riferimento al Waldorf-Astoria Hotel.
- Nella trilogia di Spider-Man di Sam Raimi, il Walford Astoria è la casa di Norman Osborn.